# Centaurium scilloides
Centaurium scilloides är en gentianaväxtart som först beskrevs av Carl von Linné den yngre, och fick sitt nu gällande namn av Gonçalo Antonio da Silva Ferreira Sampaio. Centaurium scilloides ingår i släktet aruner, och familjen gentianaväxter. Inga underarter finns listade i Catalogue of Life.